# Tour du Limousin 1984
La 17e édition du Tour du Limousin s'est déroulée du 23 au 26 août 1984, et a vu s'imposer le Danois Kim Andersen.

## Classements des étapes
| Étape       | Date    | Villes étapes                    | Vainqueur d'étape    | Équipe | Leader du classement général | Équipe |
| 1re étape a | 23 août | Limoges - Bourganeuf             | Kim Andersen         | Coop   | Kim Andersen                 | Coop   |
| 1re étape b | 23 août | Bourganeuf - Bellac              | Sean Kelly           | Skil   | Kim Andersen                 | Coop   |
| 2e étape    | 24 août | Bellac - Saint-Yrieix-la-Perche  | Sean Kelly           | Skil   | Kim Andersen                 | Coop   |
| 3e étape    | 25 août | Saint-Yrieix-la-Perche - Uzerche | Jean-Claude Leclercq | Skil   | Kim Andersen                 | Coop   |
| 4e étape    | 26 août | Uzerche - Limoges                | Sean Kelly           | Skil   | Kim Andersen                 | Coop   |

## Classement final
| 1.  | Kim Andersen            | Coop          |
| 2.  | Marc Madiot             | Renault       |
| 3.  | Éric Boyer              | France A      |
| 4.  | Sean Kelly              | Skil          |
| 5.  | Gilbert Duclos-Lassalle | Peugeot       |
| 6.  | Laurent Biondi          | La Redoute    |
| 7.  | Jean-Claude Leclercq    | Skil          |
| 8.  | Bruno Cornillet         | La Vie claire |
| 9.  | Dominique Arnaud        | La Vie claire |
| 10. | Thierry Claveyrolat     | Système U     |